# Mario González (bokser)
Mariano „Mario” González Lugo (ur. 15 sierpnia 1969 w mieście Meksyk) – meksykański bokser wagi muszej. W 1988 roku na letnich igrzyskach olimpijskich w Seulu zdobył brązowy medal. Obecnie mieszka w Kalifornii.